# My Prerogative
"My Prerogative" je pjesma koju je američke pjevačica Britney Spears prepjevala, a original je prvi odpjevao Bobby Brown. Pjesma je objavljena 21. rujna 2004. kao prvi singl sa Spearsine prve kompilacije najvećih hitova Greatest Hits: My Prerogative u izdanju Jive Recordsa. Videosopt za singl je prema Rolling Stonesu proglašen najboljim u 2004. godini.

## Videospot
Spot za pjesmu "My Prerogative" je snimljen pod redateljskom palicom Jaka Nave. Spot počinje tako što pokazuje Spears kako vozi po cesti punom brzinom. Zbog prevelike brzine ona sleti s ceste i padne u bazen. Ona se digne i počinje plesati na autu koji je u vodi. Automobili koji se pokazuju u spotu su Porsche 944 i Porsche 928. Onda se scena prebacujue na njenu sobu, u kojoj leži na krevetu i pleše. Spot završava odmah nakon toga.

## Uspjeh na top ljestvicama
Pjesma "My Prerogative" nije bila uspješna u SAD-u, nije se plasirala na Billboard Hot 100 ljestvici, najviša pozicija te pjesme je bila 1 na Bubbling Under Hot 100 Singles ljestvici. Plasirala se na 2. mjestu Hot Digital Tracks i u najboljih deset u većini europskih zemalja.

## Popis pjesama
CD singl
1. "My Prerogative" — 3:33
2. "My Prerogative" [instrumentalna verzija] — 3:33
3. "My Prerogative" [X-Press 2 Vocal Mix] — 7:19
4. "My Prerogative" [Armand Van Helden Remix] — 7:49
5. "My Prerogative" [X-Press 2 Dub] — 7:19

Japanski CD singl
1. "My Prerogative" — 3:33
2. "My Prerogative" [instrumentalna verzija] — 3:33
3. "My Prerogative" [X-Press 2 Vocal Mix] — 7:19
4. "My Prerogative" [Armand Van Helden Remix] — 7:49

Britanski CD singl
1. "My Prerogative" — 3:33
2. "Chris Cox Megamix"(glavna verzija) — 5:11

Britanski DVD singl
1. "My Prerogative" (spot)
2. Foto galerija

Remiksevi
- "My Prerogative" (Armand Van Helden Radio Mix) 3.25
- "My Prerogative" (Armand Van Helden Dub) 7.37
- "My Prerogative" (Armand Van Helden Remix) 7.37
- "My Prerogative" (X-Press 2 Vocal Radio Mix) 4.05
- "My Prerogative" (X-Press 2 Dub) 7.19
- "My Prerogative" (X-Press 2 Vocal Mix) 7.19

## Pozicije na ljestvicama
| Ljestvica (2004. – 2005.)            | Najviša pozicija |
| ------------------------------------ | ---------------- |
| Australija                           | 7                |
| Austrija                             | 7                |
| Belgija                              | 3                |
| Danska                               | 3                |
| Nizozemska                           | 10               |
| Finska                               | 1                |
| Francuska                            | 18               |
| Njemačka                             | 3                |
| Mađarska                             | 5                |
| Irska                                | 1                |
| Italija                              | 2                |
| Japan                                | 1                |
| Novi Zeland                          | 17               |
| Norveška                             | 1                |
| Rusija                               | 14               |
| Španjolska                           | 5                |
| Švedska                              | 6                |
| Švicarska                            | 4                |
| Ujedinjeno Kraljevstvo               | 3                |
| SAD Billboard Bubbling Under Hot 100 | 1                |
| SAD Billboard Top 40 Mainstream      | 22               |
| SAD Billboard Top 40 Tracks          | 34               |